# Вітаутас Ландсберґіс
Ві́таутас Ла́ндсберґіс (лит. Vytautas Landsbergis; нар. 18 жовтня 1932, Каунас, Литва) — литовський політик, державний і громадський діяч; до цього — вчений-музикознавець, публіцист. Перший голова Парламенту (Верховної Ради — Сейму) незалежної Литви після відокремлення її від СРСР (1990).

## Ранні роки
Народився в сім'ї литовського архітектора Вітаутаса Ландсберґіса-Жямкальніса і лікаря-окуліста Они Яблонськите-Ландсбергене.
У Каунасі закінчив середню школу і музичну школу імені Юозаса Груодіса.
Навчався у Вільнюській консерваторії (1950—1955).

## Педагогічна та наукова діяльність
Викладав у музичній школі імені Мікалоюса Чюрльоніса і у Вільнюському педагогічному університеті, з 1974 — в консерваторії.
1969 — захистив дисертацію на здобуття вченого ступеня кандидата мистецтвознавства про композиторську творчість Мікалоюса Чюрльоніса.
1978—1990 — виконував обов'язки професора Вільнюської консерваторії (нині Литовська музична академія).
1994 — захистив другу дисертацію і став габілітованим доктором наук.
Був членом правління і секретаріату Спілки композиторів Литви.
Голова Товариства М. К. Чюрльоніса і почесний голова Литовської шахової федерації.
Видав понад 30 книг. Перші були присвячені головним чином творчості М. К. Чюрльоніса — Pavasario sonata (1965), «Творчість Чюрльоніса» (1975), Vainikas Čiurlioniui (1980) та інші; укладач і редактор видань музичних творів Чюрльоніса. Видав також збірку музично-критичних статей Geresnės muzikos troškimas (1990).
Пізніше виходили головним чином книги публіцистики і політичних мемуарів Atgavę viltį (1990), Laisvės byla (1992), Kryžkelė (1995), Sunki laisvė: 1991 m. ruduo — 1992 m. ruduo (2000), також політична автобіографія «Lūžis prie Baltijos» (1997).
Під псевдонімом Jonas Žemkalnis видав дві книги віршованих рефлексій Intermezzo (1991) і Intermezzo non finito (2004).

## Політична діяльність
У червні 1988 обраний в ініціативну групу Саюдіса (на початках «Литовський рух за перебудову»). На засновницькому з'їзді Саюдіса 22 жовтня—23 жовтня 1988 вибраний в Сейм і Раду Сейму Саюдіса. З листопада 1988 по квітень 1990 голова Ради Сейму Саюдіса, з грудня 1991 — почесний голова.
У березні 1989 обраний народним депутатом СРСР і брав участь в З'їзді народних депутатів.
11 березня 1990 року за його активної участі Верховна Рада Литви ухвалила декларацію про відновлення незалежності Литви. Того самого дня вбув обраний головою Верховної Ради Литви (на цій посаді до 1992).
Голова Сейму Литовської Республіки (1996—2000).
Один з засновників (1993) і лідер правої партії «Союз Вітчизни» (Консерватори Литви) (лит. Tėvynės sąjunga). Головою партії обирався (1993) і переобирався (1995, 1998, 2000); з 2003 — голова її політичного комітету і член президії.
З червня 2004 член Європейського Парламенту і входить в найбільшу фракцію «Європейської народної партії (християнські демократи) і європейські демократи» (European People's Party (Christian Democrats) and European Democrats).

## Нагороди
- Орден Свободи (Україна, 6 грудня 2017) — за визначний особистий внесок у розвиток українсько-литовських міждержавних відносин[2]

## Громадська позиція
У червні 2018 записав відеозвернення на підтримку ув'язненого у Росії українського режисера Олега Сенцова